# Friedrich Christiansen
Friedrich Christiansen (ur. 12 grudnia 1879 w Wyk auf Föhr, zm. 3 grudnia 1972 w Aukrug) – niemiecki wojskowy, lotnik, marynarz, as myśliwski I wojny światowej z 13 potwierdzonymi zwycięstwami, w III Rzeszy generał lotnictwa, Korpsführer (głównodowodzący) Narodowosocjalistycznego Korpusu Lotniczego (1937–1943), dowódca 25 Armii i Wehrmachtbefehlshaber w Holandii, zbrodniarz wojenny skazany po wojnie na dwanaście lat więzienia.

## Życiorys
Urodził się w 1879 roku w nadmorskiej miejscowości Wyk auf Föhr, w starej rodzinie żeglarskiej. Był synem kapitana. Od 1895 roku służył w niemieckiej marynarce handlowej, a 1 października 1901 roku zaciągnął się do Kaiserliche Marine, gdzie odsłużył rok. Następnie pracował jako oficer na handlowej fregacie Preußen.
W 1914 roku zdobył licencję lotniczą No. 707 i rozpoczął pracę jako instruktor lotnictwa cywilnego. Po wybuchu I wojny światowej został powołany do wojska i przydzielony do lotnictwa marynarki wojennej w Zeebrugge. Od stycznia 1915 roku był pilotem w stacji lotniczej w Zeebrugge. W 1915 roku wykonywał zadania w obrębie Morza Północnego oraz brał udział w bombardowaniu Dover. 15 marca został odznaczony Krzyżem Żelaznym II klasy, a 27 kwietnia 1916 roku Krzyżem I klasy oraz Królewskim Orderem Rodu Hohenzollernów.
Swoje pierwsze zwycięstwo powietrzne odniósł 15 maja 1917 roku. W czerwcu został awansowany na porucznika rezerwy Oberleutnant der Reserve der M.A, a od września 1917 roku mianowany dowódcą Seefliegerstation Flandern I w Zeebrugge. 11 grudnia 1917 roku zestrzelił brytyjski sterowiec C.27. 24 kwietnia 1918 roku odniósł swoje piąte potwierdzone zwycięstwo powietrzne nad łodzią latającą Curtiss H-8 o numerze 8677 z Felixstowe. 4 lipca, w walkach nad obszarem Morza Północnego zwanym Noord-Hinder, uszkodził dwa samoloty angielskie Felixstowe F.2. 6 lipca 1918 roku dowodzona przez Christiansena grupa paru samolotów Hansa-Brandenburg W.12 zaatakowała angielską łódź podwodną HMS C25. W wyniku ataku okręt został uszkodzony, zginął jego kapitan oraz paru członków załogi. Ostatnie potwierdzone zwycięstwo powietrzne odniósł 31 lipca. Część źródeł podaje, że całkowita liczba zwycięstw Christiansena wynosiła 21 lub nawet 27.
Po zakończeniu wojny, w czasie rewolucji niemieckiej, Christiansen służył jako dowódca dywizjonu w 3 Marinebrigade, dowodzonej przez Wilfrieda von Loewenfelda. W marcu 1919 roku przeszedł do rezerwy. Od kwietnia 1919 roku do końca roku 1922 był pilotem i dyrektorem w Caspar-Werke w Travemünde. W 1923 roku powrócił do pracy w niemieckiej flocie handlowej, gdzie pracował jako kapitan do 1930 roku, a następnie został zatrudniony w Dornier Flugzeugwerke. Został pilotem i kapitanem samolotu pasażerskiego Dornier Do X, jedynego z trzech wyprodukowanych egzemplarzy pozostającego w służbie lotnictwa niemieckiego. Pod dowództwem Christiansena Do X odbył trwającą od 3 listopada 1930 roku do 24 maja 1932 roku podróż do USA przez Holandię, Wielką Brytanię, Francję, Hiszpanię i Portugalię (gdzie z powodu awarii podróż została wstrzymana na ponad 6 tygodni), Zielony Przylądek i Brazylię. Do Nowego Jorku dotarł 27 sierpnia 1931 roku. Z powodów technicznych pobyt w Nowym Jorku trwał 9 miesięcy. Powrotna droga przebiegała przez Nową Fundlandię, Azory do Müggelsee w Berlinie, gdzie Christansen wraz z załogą przybyli 24 maja 1932 roku.
Od marca 1933 roku Friedrich Christiansen został zatrudniony w Ministerstwie Lotnictwa III Rzeszy Reichsluftfahrtministerium (RLM) jako pracownik cywilny – doradca ministra Hermanna Göringa. Od stycznia 1934 roku był inspektorem szkół Luftwaffe, a 1 maja 1935 roku mianowano go dowódcą w dowództwie tych szkół. Po utworzeniu, na początku 1937 roku, Narodowosocjalistycznego Korpusu Lotniczego (Nationalsozialistisches Fliegerkorps) został jego dowódcą. Funkcję tę pełnił do stycznia 1943 roku. Po zajęciu Holandii przez III Rzeszę Friedricha Christiansena mianowano dowódcą Wehrmachtu w Holandii oraz – równolegle – dowódcą 25 Armii.
Po zakończeniu wojny został aresztowany i oskarżony o zbrodnie wojenne. W lutym 1948 roku otrzymał wyrok 12 lat więzienia. Z powodów zdrowotnych został zwolniony w grudniu 1951 roku.
Zmarł w Aukrug 3 grudnia 1972 roku.

## Odznaczenia[3][4]
- Pour le Mérite – 11 grudnia 1918
- Srebrny Krzyż Niemiecki – 1 czerwca 1943
- Złota Odznaka NSDAP – 30 stycznia 1939
- Królewski Order Rodu Hohenzollernów – 27 kwietnia 1916
- Krzyż Żelazny I Klasy – 27 kwietnia 1916
- Krzyż Żelazny II Klasy
- Krzyż Fryderyka Augusta I klasy
- Hamburski Krzyż Hanzeatycki
- Wojenny Krzyż Zasługi z Mieczami I i II Klasy
- Odznaka za 25-letnią Służbę w Luftwaffe